# Parco nazionale di Kings Canyon
Il parco nazionale di Kings Canyon è un'area naturale protetta della California situata nella Sierra Nevada meridionale, circa 90 km a est di Fresno e 250 km a nord di Los Angeles.
Fondato nel 1940, copre un'area di 1.873 km². Confina a sud col Sequoia National Park, col quale forma un'unica unità amministrativa, il Sequoia and Kings Canyon National Parks, gestita dal National Park Service. L'area complessiva dei due parchi è di 3.495 km².

## Storia

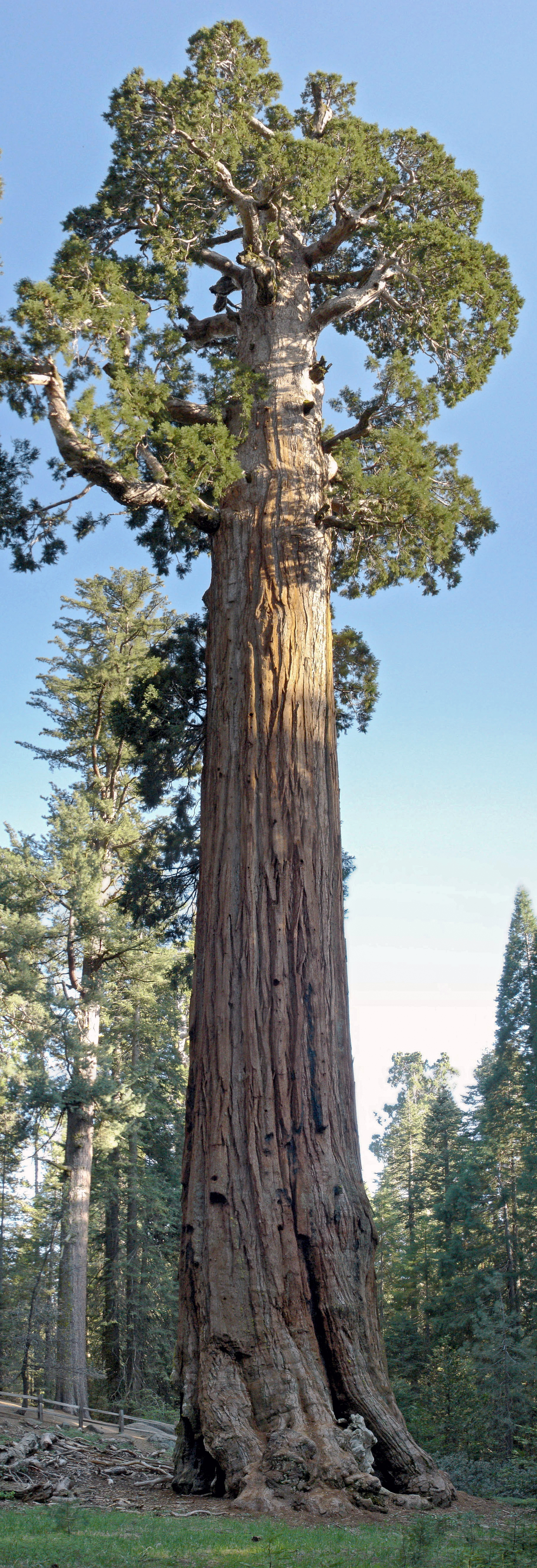
La sequoia
Generale Grant

La zona era già nota ai coloni nella prima metà dell'Ottocento, ma non ricevette molta attenzione fino a quando vi arrivò John Muir nel 1873. Muir ne notò la grande somiglianza geologica col parco di Yosemite, giungendo alla conclusione che entrambe le vallate fossero state create dall'azione di grandi ghiacciai durante l'ultima era glaciale. Muir si adoperò per rendere l'area una zona protetta, ma il suo futuro rimase incerto per quasi cinquant'anni. Alcuni politici e imprenditori volevano costruire una diga sul lato occidentale della valle del KIngs Canyon, ciò che avrebbe compromesso l'integrità del suo patrimonio naturale e forestale.
Il dibattito si concluse nel 1940, quando i fautori della sua conservazione riuscirono a farlo diventare un parco nazionale, annettendo il parco Generale Grant (istituito nel 1890) per formare un unico parco. Fu nominato in onore del primo direttore del United States Geological Survey, Clarence King.

## Descrizione
Il parco è composto da due sezioni: la prima, più piccola ma più importante, comprende le foreste "Redwood Mountain" (Redwood Mountain Grove) e "Generale Grant" (General Grant Grove). La Redwood Mountain Grove è la più grande foresta naturale di sequoia gigante (Sequoiadendron giganteum) rimasta al mondo. Ha un'area di 1300 ha e vi si trovano oltre 15.800 sequoie con un diametro del fusto alla base di 3 m.
La General Grant Grove ospita la sequoia Generale Grant, il secondo albero più grande del mondo come volume (dopo la Generale Sherman, che si trova nell'adiacente parco nazionale di Sequoia).
La rimanente sezione, che comprende Il 90 % dell'area del parco, si trova a est della foresta Generale Grant. Vi nascono alcuni tributari dei fiumi Kings River e San Joaquin River. Una valle formata da uno di essi, il South Fork, chiamata Kings Canyon, dà il nome all'intero parco. Ha una profondità di 2500 metri ed è il più profondo canyon degli Stati Uniti.
Il Kings Canyon, con la sua parte attrezzata ad ospitare i turisti, il Cedar Grove Village, è l'unica parte importante del parco accessibile ai veicoli a motore.
A est dei canyon si ergono i picchi della Sierra Nevada, che culminano nel North Palisade, il punto più elevato del parco (4341 m). La dorsale della Sierra forma il confine orientale del parco. È attraversata da molti passi ben transitabili in estate, tra cui il Bishop Pass, il Taboose Pass, il Sawmill Pass e il Kearsarge Pass, tutti a quote superiori ai 3400 metri.